# 옹근집
옹근집은 모양에 흠이 없어 본래의 구실을 하는 집이자, 삶의 기본 조건인 독립된 두 눈을 가져 단수를 당하지 않는 완생형의 집이다.